# Премия Доминанте
Международная Премия Доминанте в области литературы, музыки и искусства была учреждена в 2011 году «Новым Мюнхенским форумом искусств — Диалог» совместно с издательством Otto Sagner и альманахом «Dominante».
Премия присуждается ежегодно «За выдающееся художественное воплощение нравственных и эстетических идеалов».

## Лауреаты
| Год  | Лауреат премии                             | Страна                                 |
| ---- | ------------------------------------------ | -------------------------------------- |
| 2011 | Борис Хазанов                              | Россия / Германия                      |
| 2012 | Ромуалд Нолл                               | Германия                               |
| 2014 | Константин Кедров                          | Россия                                 |
| 2015 | Вадим Перельмутер А́ксель Санхосе́           | Россия / Германия · Испания / Германия |
| 2016 | Масаки Сакай Герхард Бахлайтнер            | Япония · Германия                      |
| 2017 | Эйтан Финкельштейн Жозеф Параторе          | Литва / Израиль · США                  |
| 2018 | Лоренс Блинов                              | Россия                                 |
| 2019 | Николай Шамсутдинов Роберт Йобст           | Россия · Германия                      |
| 2020 | Елена Кацюба                               | Россия                                 |
| 2021 | Владимир Генин Жозеф Рибас                 | Россия / Германия · Франция            |
| 2022 | Константин Лопушанский Игорь Лобода        | Россия · Украина / Грузия              |
| 2023 | Давид Маркиш                               | Израиль                                |
| 2024 | Август Герстмайер Андрей Никитин-Перенский | Германия · Россия                      |